# Oryx beisa
O órix-beisa ou órix-do-leste-da-áfrica (Oryx beisa) é um antílope encontrado na África Oriental.